# Joachim Gellerstedt
Joachim Gellerstedt, född 21 augusti 1979, är en före detta svensk ishockeyspelare som säsongen 2012/2013 var lagkapten i Uppsalaklubben Almtuna IS. Hans moderklubb är Tierp HK i division 1.
2011-2012 HK Poprad (Slovakien)
2017 tog han över som huvudtränare för Tierp Hockey, en roll han även har säsongen 2019/2020.